# Fudbalski klub Spartak Subotica 2015-2016
Questa voce raccoglie le informazioni riguardanti il Fudbalski klub Spartak Subotica nelle competizioni ufficiali della stagione 2015-2016.

## Rosa
Aggiornata al 1º marzo 2015
| N. |                       | Ruolo | Calciatore         |
| -- | --------------------- | ----- | ------------------ |
| 1  | Serbia (bandiera)     | P     | Budimir Janošević  |
| 4  | Serbia (bandiera)     | C     | Branimir Jočić     |
| 5  | Serbia (bandiera)     | C     | Milan Jokić        |
| 7  | Kazakistan (bandiera) | C     | Maxïm Fedïn        |
| 8  | Serbia (bandiera)     | C     | Vladimir Torbica   |
| 9  | Serbia (bandiera)     | C     | Andrej Mrkela      |
| 10 | Serbia (bandiera)     | A     | Đorđe Ivanović     |
| 12 | Serbia (bandiera)     | P     | Nikola Mirković    |
| 13 | Serbia (bandiera)     | C     | Danijel Zlatković  |
| 14 | Serbia (bandiera)     | D     | Nebojša Mezei      |
| 15 | Serbia (bandiera)     | C     | Slobodan Novaković |
| 16 | Serbia (bandiera)     | A     | Nemanja Milić      |
| 18 | Serbia (bandiera)     | C     | Nenad Šljivić      |
| 19 | Serbia (bandiera)     | A     | Stefan Ilić        |
| 20 | Serbia (bandiera)     | D     | Dimitrije Tomović  |
| 21 | Serbia (bandiera)     | D     | Daniel Farkaš      |

| N. |                       | Ruolo | Calciatore         |
| -- | --------------------- | ----- | ------------------ |
| 22 | Serbia (bandiera)     | D     | Nikola Banjac      |
| 24 | Montenegro (bandiera) | C     | Janko Tumbasević   |
| 25 | Serbia (bandiera)     | P     | Dino Žužo          |
| 26 | Serbia (bandiera)     | C     | Marko Jondić       |
| 27 | Serbia (bandiera)     | C     | Milan Makarić      |
| 28 | Serbia (bandiera)     | A     | Ognjen Mudrinski   |
| 29 | Serbia (bandiera)     | A     | Miloš Manojlović   |
| 30 | Serbia (bandiera)     | D     | Vladimir Branković |
| 40 | Serbia (bandiera)     | D     | Vukašin Tomić      |
| —  | Serbia (bandiera)     | D     | Dušan Štrbac       |
| —  | Serbia (bandiera)     | D     | Nemanja Ćalasan    |
| —  | Serbia (bandiera)     | D     | Stefan Spremo      |
| —  | Serbia (bandiera)     | D     | Aleksa Matić       |
| —  | Ucraina (bandiera)    | D     | Vadym Zhuk         |
| —  | Serbia (bandiera)     | A     | Milan Đokić        |